# Abadia de Sant Remigi
L'abadia de Sant Remigi de Reims fou un import establiment religiós de França.
Un primer monestir fou fundat presumptament per Sant Remigi, bisbe de Reims, que hi fou enterrat el 533. Vers 750-760 (algunes fonts ho allarguen fins al 790), el bisbe Tilpin va fundar l'abadia benedictina al lloc de la tomba de Sant Remigi, que havia esdevingut lloc de pelegrinatge. L'abadia va gaudir de nombrosos privilegis reials i diversos dominis a la regió. Una abacial amb rang de basílica fou consagrada per Sant Lleó IX el 2 d'octubre de 1049.
Al segle xvii l'abadia es va adherir a la congregació de Sant Maure. Després de la revolució fou tancada el 1793. Els seus locals foren ocupats per un hotel (Hotel-Dieu) a partir del juny de 1827. Des de 1978 és un museu d'arqueologia, art i objectes militar; l'abacial ha esdevingut església parroquial però encara amb rang de basílica.